# فيكتور بروكس
فيكتور بروكس (بالإنجليزية: Victor Brooks)‏ هو ممثل بريطاني (وحمل سابقاً جنسية المملكة المتحدة لبريطانيا العظمى وأيرلندا)، ولد في 11 نوفمبر 1918 بلندن في المملكة المتحدة، وتوفي في 1 ديسمبر 1999 في المملكة المتحدة.

## أعمال

### أفلام
- (1964) إصبع الذهب[5][6]

## وصلات خارجية
- فيكتور بروكس على موقع IMDb (الإنجليزية)
- فيكتور بروكس على موقع قاعدة بيانات الفيلم (الإنجليزية)